# پترو استالیارسکی
پترو سالامونویچ استالیارسکی (روسی: Пётр Соломонович Столярский؛ ۳۰ نوامبر ۱۸۷۱ – ۲۹ آوریل ۱۹۴۴) یک موسیقی‌دان، نوازندهٔ ویولن و آموزشگر برجستهٔ موسیقی اهل اوکراین بود.
وی بین سال‌های ۱۸۹۳ تا ۱۹۴۴ میلادی فعالیت می‌کرد و شاگردان برجسته‌ای را تربیت کرد که از آن میان می‌توان به «بوریس گلدشتِـین»، «داوید اویستراخ»، «ناتان میلشتین»، «ایگور اویستراخ» و «میخائیل فیختن‌گولتز» اشاره کرد.
او یکی از برندگان «نشان مردمی اوکراین» و «نشان لیاقت قرمزرنگ کار و کارگر» بود.